# Nasiąkliwość
Nasiąkliwość – zdolność do wchłaniania wody przez dany materiał, maksymalne nasycenie wodą danego materiału.
Nasiąkliwość może być:
- masowa (wagowa) – stosunek masy pochłoniętej wody do masy próbki w stanie suchym. Określa ją wzór:

{\displaystyle N_{w}={\frac {m_{n}-m_{s}}{m_{s}}}\cdot 100[\%]}
{\displaystyle m_{s}} – masa próbki w stanie suchym

{\displaystyle m_{n}} – masa próbki w stanie nasyconym wodą
- objętościowa – stosunek masy pochłoniętej wody do objętości próbki ({\displaystyle V})

{\displaystyle N_{o}={\frac {m_{n}-m_{s}}{V}}\cdot 100[\%]}